# Tinea mongolinella
Tinea mongolinella är en fjärilsart som beskrevs av Aleksei Konstantinovich Zagulajev 1972. Tinea mongolinella ingår i släktet Tinea och familjen äkta malar.
Artens utbredningsområde är Mongoliet. Inga underarter finns listade i Catalogue of Life.